# Peg Entwistle
Peg Entwistle (Port Talbot, 5 de febrero de 1908 - Hollywood, 16 de septiembre de 1932) fue una actriz británica. Solo ganó notoriedad después de suicidarse al lanzarse desde la letra H del cartel gigante de Hollywood, poco después de su aparición en la película Thirteen Women. A raíz del suicidio, se dio a conocer como "La dama de blanco de Hollywood" o como "La chica del cartel de Hollywood" dando pie a una leyenda urbana que apareció en el programa Paranormal Witness.
Peg Entwistle nació en Gales en 1908, pero a los pocos años de vida emigró con su padre Robert Entwistle a Nueva York, donde él se ganaba la vida como actor. A finales de 1922, su padre murió atropellado en Park Avenue por un motorista que se dio a la fuga. Peg y sus dos hermanos pequeños quedaron bajo el cuidado de su tío, que era el representante del actor Walter Hampden en Broadway.
Así fue como Peg siguió la tradición familiar de la actuación y dedicó su juventud a interpretar papeles sobre las tablas. A lo largo de toda la década participó en numerosas obras de Broadway y recibió buenas críticas por su trabajo.
Como ocurría con todo actor de la época, el sueño de Peg Entwistle era convertirse en estrella de cine. A principios de los años 30 se mudó a Los Ángeles para abrirse camino en esa competitivo terreno, mientras mantenía obligaciones con el teatro en Nueva York (en marzo de 1931 interpretó a Amy March en una producción de Mujercitas).
En Los Ángeles también empezó trabajando en la escena teatral; allí protagonizó The Mad Hopes, con Billie Burke y Humphrey Bogart. Así es como entró en el radar del superproductor David O. Selznick, que la tomó en cuenta como jefe de producción de RKO.
Entwistle perdió contra Katharine Hepburn el primer papel importante que le ofrecieron, al frente del drama Doble sacrificio (1932) bajo dirección de George Cukor. No obstante, su contrato con RKO se concretó en la producción del filme de terror Trece mujeres (George Archainbaud, 1932), protagonizado por Irene Dunne.
Aunque la actriz había conseguido su primer crédito cinematográfico, no fue un logro muy dulce. Su papel fue recortado considerablemente durante el montaje final; pasó de 16 a 4 minutos de tiempo en pantalla. En cualquier caso, Peg Entwistle murió un mes antes del estreno.
Tras el final del rodaje de Trece mujeres, y al no recibir más papeles, la actriz entró en una profunda depresión y comenzó a beber alcohol sin freno. La noche del 16 de septiembre, en medio de uno de sus graves episodios alcohólico-depresivos, se acercó hasta el letrero gigante de Hollywoodland, subió hasta la cima de la letra H y se quitó la vida saltando al vacío. 
Según contó la prensa de la época, una mujer que paseaba por la zona encontró el cuerpo a la mañana siguiente. Dentro del bolso de Entwistle había una nota de suicidio que decía: "Tengo miedo, soy una cobarde. Pido perdón por todo. Si hubiera hecho esto hace tiempo, me habría ahorrado mucho dolor".
Irónicamente, pocos días después de su muerte, llegó a casa de su padre una carta otorgándole un papel principal en una película, sobre una mujer al borde de la locura que termina suicidándose.
Su cuerpo fue encontrado en la misma colina, bajo donde se encuentra el Cartel de HOLLYWOOD, junto a una nota de suicidio en su bolso, la cual fue hallada por una caminante que dejó el bolso en comisaría y avisó del hallazgo.

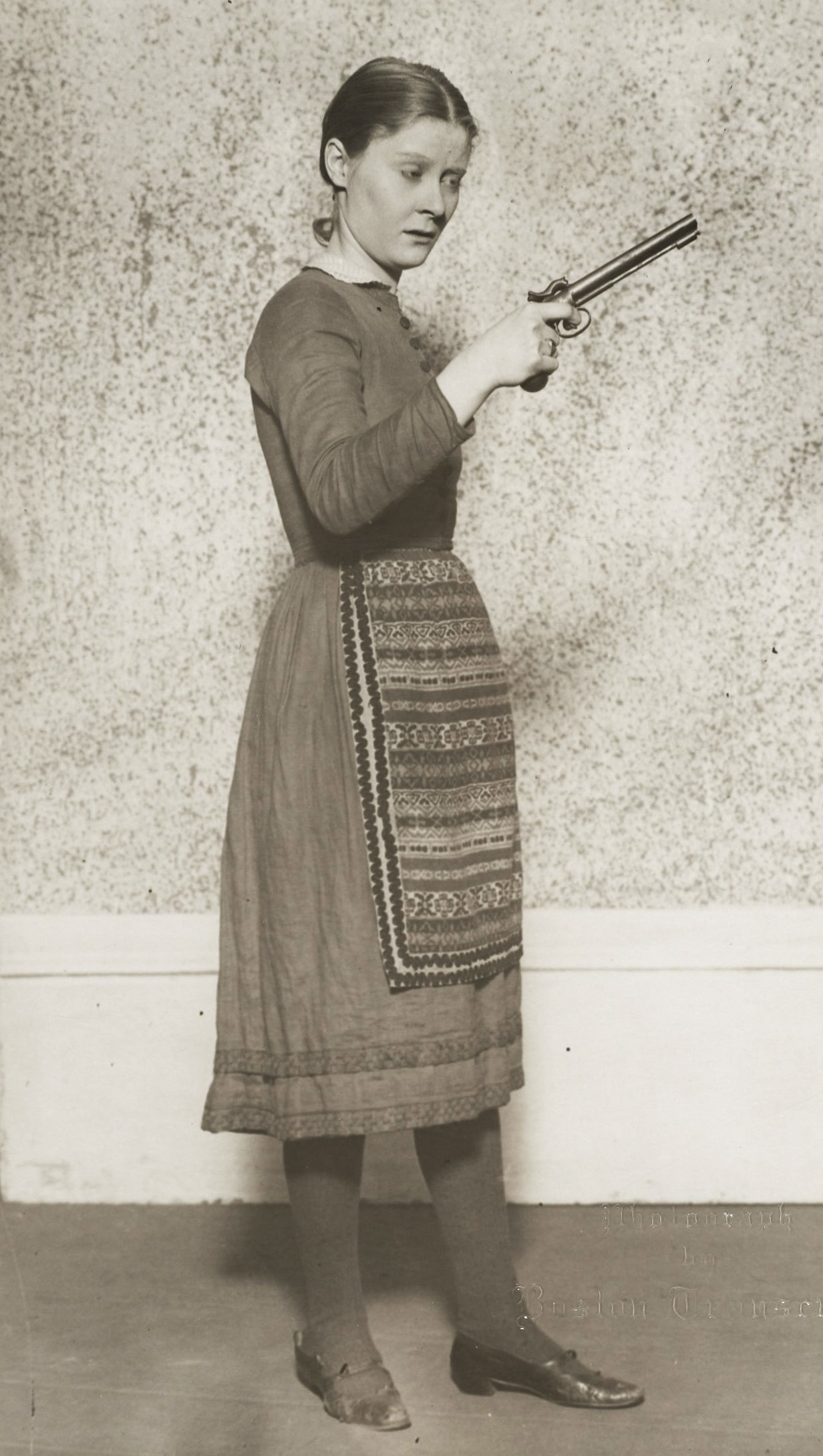
Peg Entwistle en The Wild Duck, circa 1925.